# Президентские праймериз в США
Президентские праймериз в США — действующий с 1842 года и проходящий на уровне штатов, институт первичных президентских выборов, по результатам которых направляются делегаты на общенациональную партийную конвенцию, где должен быть определён единый партийный кандидат в президенты. Более распространённая форма выбора делегатов, нежели традиционные кокусы. В общем смысле — совокупность всех первичных выборных мероприятий перед президентскими выборами (включая и собственно праймериз и кокусы).

## Частное значение: собственно праймериз
Первичные президентские выборы (presidential primary elections), или праймериз (primaries), в США — институт выбора партийных кандидатов для участия в основных выборах президента. В отличие от альтернативного механизма кокусов, праймериз представляют собой прямые тайные выборы, проводимые на уровне штата. Форму голосования для себя определяет каждый штат. Институт праймериз был изначально введен, дабы ограничить влияние местных партийных руководителей, и в двадцатом веке в большинстве штатов праймериз вытеснили кокусы.
По степени ограничения доступа к голосованию праймериз делятся на более распространенные закрытые (в них участвуют только зарегистрированные члены партии) и открытые (в них могут участвовать все желающие, независимо от партийной принадлежности). При этом в обоих случаях каждый житель штата может участвовать в праймериз лишь одной партии, однако существуют также общие праймериз (blanket primaries), разрешающие избирателям выбирать кандидатов обеих партий. В случае, когда в праймериз одной из партий могут участвовать сторонники другой партии, национальный партийный комитет может не признать результаты голосования.
Праймериз в разных штатах различаются по способу составления избирательного бюллетеня. В первом случае, избирателям могут представить список потенциальных кандидатов в президенты. Во втором случае, им могут предложить выбирать делегатов на национальную конвенцию, которые либо поддерживают одного из кандидатов, либо не имеют определённых пристрастий.

## Общее значение: совокупность праймериз и кокусов
Понятие праймериз, или первичных выборов, может использоваться в более широком смысле слова, обозначая совокупность собственно праймериз и кокусов. Первичные выборы проходят раз в четыре года, в один год с основными президентскими выборами. Формально представитель каждой партии на основных выборах, проходящих в ноябре, определяется в конце лета — по результатам национальной партийной конвенции. Число делегатов, поддерживающих того или иного претендента на национальной конвенции, напрямую зависит от объёма поддержки, которую он получил на праймериз и кокусах в штатах.
Голосования в штатах длятся с января по июнь, однако, как правило, уже в середине этого срока выявляется победитель. Тем не менее, теоретически возможен случай, при котором к завершению первичных выборов единый кандидат не определён: тогда решающую роль получает голосование на национальной конвенции. Впрочем, подобная ситуация с 1970-х годов не возникала ни разу.
Результаты первичного голосования могут быть как обязывающими, так и «консультативными». Если в первом случае избранные делегаты обязаны отдать свой голос на национальной конвенции определённому кандидату, то во втором они могут самостоятельно принять решение, а выраженные избирателями предпочтения имеют для делегата лишь консультативное значение (см. суперделегаты).
Исход праймериз и кокусов может определяться разными способами. Демократы всегда руководствуются пропорциональным принципом: доли делегатов от штата, представляющих разных кандидатов, соответствуют долям полученных этими кандидатами голосов. Республиканцы предоставляют штатам право решать, какой принцип использовать: пропорциональный или мажоритарный. Во втором случае все делегаты от штата поддерживают кандидата, набравшего в этом штате наибольшее число голосов.

## Календарь первичных выборов и «супервторник»
Хотя количество делегатов, представляющих штат на национальной партийной конвенции, прямо пропорционально численности его населения, особое значение исторически приобрели первичные выборы в некоторых небольших штатах, где голосование проходит в начале года: в частности, в Айове, где проходят первые кокусы, и Нью-Гемпшире — штате первых праймериз. Голосование в этих штатах привлекает повышенное внимание прессы, кандидаты ведут в них кампанию особенно усердно, и итоги выборов в ранних штатах могут значительно повлиять на дальнейших ход первичных выборов.
В период с 1970-х годов все больше штатов стремились повысить значимость своих праймериз, переместив их ближе к началу года. Стараясь помешать возникающему в избирательном календаре дисбалансу, партии устанавливали различные санкции для штатов, проводивших праймериз раньше определённого месяца — сперва марта, а затем февраля.
В результате в 1980-х годах возник феномен под названием «супервторник» (Super Tuesday) — первый вторник февраля, когда первичные выборы проходят одновременно в большом количестве штатов. В 2008 году «супервторник» (5 февраля) охватил рекордную часть страны: праймериз и кокусы в этот день проходят более чем в 20 штатах, и по их результатам назначаются 52 процента демократических делегатов и 41 процент республиканских. Чтобы подчеркнуть значение «супервторника»-2008, его также называют Super-Duper Tuesday.
Национальные комитеты двух главных партий перед выборами 2008 года ввели различные санкции против ранних праймериз. Республиканцы вдвое урезали число делегатов от всех штатов, где до 5 февраля проходят праймериз (Вайоминг, Нью-Гемпшир, Мичиган, Флорида, Южная Каролина). Демократы отказались принять на национальной конвенции делегатов от Мичигана и Флориды, проводящих голосование вопреки запрету национального комитета.